# Des histoires
 (septembre 2021).
Des histoires est le premier album de l'auteur-compositeur David Jalbert. Il a écrit et composé l'ensemble des chansons se trouvant sur cet album.

## Titres
1. "Souvenirs d'enfance" 2e extrait radio - 3:46
2. "Elle rêve d'un homme" 3:35
3. "Raison" 3e extrait radio - 3:21
4. "La pédagogie des amoureux" 3:07
5. "Shérif du village" 3:07
6. "Les fantômes" 1er extrait radio - 2:55
7. "Hier encore" 3:31
8. "Les vacances" 2:55
9. "L'étoffe d'un héros" 2:28
10. "Deux coquerelles" 2:50
11. "L'aveugle" 4e extrait radio - 3:25
12. "Référendum" 3:03
13. "Effervescence" 4:22

## Date de sortie
«Des histoires» est sorti le 15 avril 2008 sous l'étiquette Disques Jupiter.